# Cissus sumatrana
Cissus sumatrana är en vinväxtart som beskrevs av Latiff. Cissus sumatrana ingår i släktet Cissus och familjen vinväxter. Inga underarter finns listade i Catalogue of Life.